# Melissa Depraetere
Melissa Depraetere (Kortrijk, 12 mei 1992) is een Belgisch politica voor Vooruit. Van 18 november 2023 tot 18 juli 2024 was ze interim-partijvoorzitster na het ontslag van de vorige voorzitter Conner Rousseau. In 2024 werd ze Vlaams minister van Wonen, Energie en Klimaat, Toerisme en Jeugd in de regering-Diependaele.

## Levensloop
Depraetere studeerde politieke wetenschappen aan de Universiteit Gent. Na haar studies ging ze in 2014 aan de slag als parlementair medewerker van sp.a-Kamerlid Alain Top, wat ze bleef tot in 2019. In deze functie legde ze zich toe op Defensie en meende ze onregelmatigheden in het dossier rond de vervanging van de F-16-vliegtuigen aan het licht te brengen, al bleken deze aantijgingen minstens deels gebaseerd op valse informatie. Later werd ontdekt dat een deel van de informatie waarop Depraeteres aantijgingen waren gebaseerd, vals was gecreëerd om haar en haar collega John Crombez te schaden. Ze was tevens actief als Chiroleidster en stichtte in 2015 De Pamperbank, een vzw die voor een euro luiers verkoopt aan kansarme gezinnen.
Van 2014 tot 2018 was Depraetere voor de sp.a OCMW-raadslid van Harelbeke. Sinds januari 2019 is ze er gemeenteraadslid en sp.a/Vooruit-fractieleidster in de gemeenteraad. Bij de federale verkiezingen van 26 mei 2019 stond Depraetere op de tweede plaats van de sp.a-lijst in de kieskring West-Vlaanderen. Ze werd verkozen in de Kamer van volksvertegenwoordigers met 12.601 voorkeurstemmen.
Nadat Meryame Kitir in 2020 minister werd in de regering-De Croo werd Depraetere fractieleidster van de sp.a in de Kamer.	
 In deze functie was ze een invloedrijke stem in het dossier rond de lagere rentes op spaarboekjes en was ze een pleitbezorgster van de verlaging van de btw op energie.
Op 18 november 2023 werd ze aangesteld tot interim-partijvoorzitster van Vooruit, nadat Conner Rousseau ontslag had genomen na aanhoudende heisa rond zijn persoon. Ze bleef aan tot aan de Vlaamse en federale verkiezingen van 2024, waarna er nieuwe voorzittersverkiezingen zouden worden gehouden. Partijlid Joris Vandenbroucke nam haar taak als federaal fractieleider in de Kamer over.
Bij de federale verkiezingen van juni 2024 werd Depraetere lijsttrekker voor Vooruit in West-Vlaanderen en werd ze opnieuw verkozen als Kamerlid. Enkele dagen later besloot ze zich niet kandidaat te stellen bij de voorzittersverkiezingen bij Vooruit en zichzelf dus niet op te volgen als partijvoorzitter. Op 18 juli 2024 werd Conner Rousseau opnieuw verkozen als voorzitter van Vooruit.
Enkele maanden later, op 30 september 2024, trad Depraetere als viceminister-president toe tot de Vlaamse regering. In de regering-Diependaele werd ze daarnaast minister van Wonen, Energie, Klimaat, Toerisme en Jeugd. 
In 2024 nam ze deel aan De Slimste Mens ter Wereld. 